# Larry Murphy (attore)
Lawrence Murphy Jr. (Abington, 12 marzo 1972) è un attore, doppiatore e comico statunitense.
È noto soprattutto per i suoi contributi nelle serie televisive Late Night with Conan O'Brien, Ugly Americans, Delocated e Bob's Burgers.

## Carriera
Murphy ha iniziato a recitare stand-up comedy nel 1997 al Comedy Studio di Harvard Square a Cambridge, nel Massachusetts. Più tardi ha collaborato con Brendon Small, eseguendo sketch e opere rock fino al 2001.
Murphy è noto per essere un doppiatore versatile. Ha doppiato tutti i personaggi principali della serie animata Assy McGee di Adult Swim e ha prestato la sua voce a diverse serie animata della Soup2Nuts tra cui O'Grady, Home Movies e Word Girl. È il doppiatore originale di Teddy nella serie animata Bob's Burgers della Fox e del tenente Francis Grimes in Ugly Americans di Comedy Central. Murphy è apparso inoltre come attore in Late Night with Conan O'Brien e ha un ruolo ricorrente come "Jay il portinaio" nella serie televisiva Delocated di Adult Swim. È stato in tour con il comico Eugene Mirman e fa un'apparizione nel suo album comico God is a Twelve-Year-Old Boy With Asperger's del 2009, fornendo la voce di Christopher Walken che risponde a una chiamata al servizio clienti.

## Filmografia

### Attore

#### Cinema
- Fits and Starts, regia di Laura Terruso (2017)

#### Televisione
- Cheap Seats: Without Ron Parker – serie TV, 1 episodio (2006)
- Delocated – serie TV, 13 episodi (2009-2012)
- Jon Benjamin Has a Van – serie TV, 1 episodio (2011)
- Eugene!, regia di Jon Watts (2012)
- Inside Amy Schumer – serie TV, 1 episodio (2016)
- Night Train With Wyatt Cenac – serie TV, 1 episodio (2016)
- Difficult People – serie TV, 1 episodio (2016)

#### Cortometraggi
- New Apartment., regia di Alexander Rose (2000)

### Doppiatore
- Home Movies – serie animata, 1 episodio (2001)
- O'Grady – serie animata, 12 episodi (2004-2006)
- Assy McGee – serie animata, 20 episodi (2006-2008)
- Word Girl – serie animata, 36 episodi (2008-2013)
- Fizzy's Lunch Lab – serie animata (2009)
- Ugly Americans – serie animata, 22 episodi (2010-2012)
- Aqua Teen Hunger Force – serie animata, 3 episodi (2011-2015)
- Bob's Burgers – serie animata, 219 episodi (2011-2022)
- Unsupervised – serie animata, 1 episodio (2012)
- Archer – serie animata, 2 episodi (2012-2017)
- Squidbillies – serie animata, 1 episodio (2013)
- The Venture Bros. – serie animata, 6 episodi (2013-2016)
- Central Park – serie animata, 2 episodi (2021)
- Bob's Burgers - Il film (The Bob's Burgers Movie), regia di Loren Bouchard e Bernard Derriman (2022)